# Gaspare Lopez
Pour les articles homonymes, voir Lopez.
Gaspare Lopez (né en 1677 à Naples et mort vers 1732 à Florence) est un peintre italien baroque, spécialisé dans les tableaux de fleurs et de fruits et surnommé « Gasparo dei Fiori ».

## Biographie

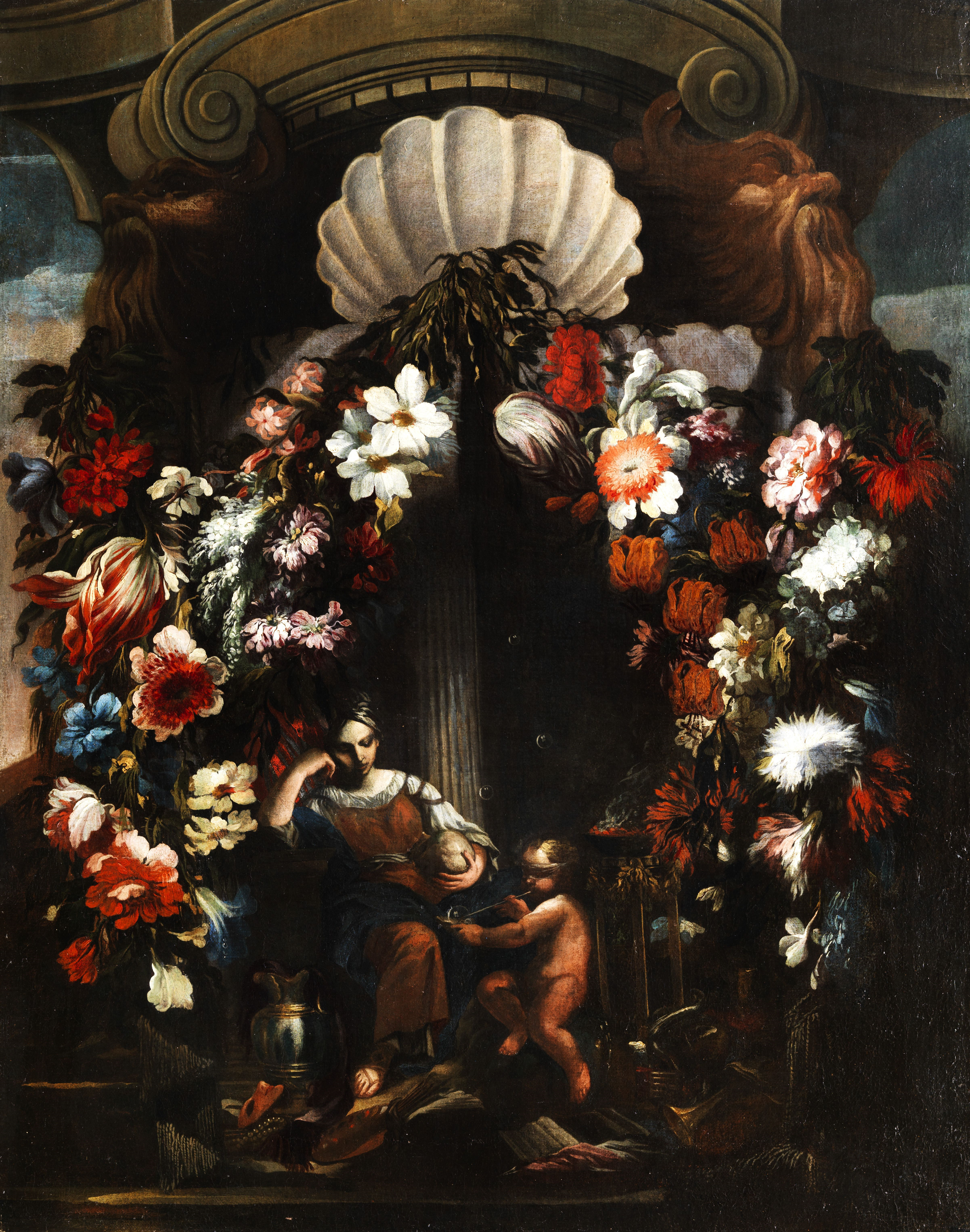
Allégorie des arts et des sciences par Gasparo Lopez

D'après le biographe De Dominici, il fut l'émule du français Jean Baptiste Du Buisson (Paris 1660-1735 Varsovie) et  d'Andrea Belvedere. Il représentait ses peintures de fleurs de préférence aux côtés de pièces de marbre et de cascades de fruits, s'inspirant du style orné et rocaille de Monnoyer, de Tamm et de Karel von Vogelaer.
Il quitte Naples pour chercher fortune en Prusse, puis s'établit à Rome, Venise, puis en Pologne avant de s'installer à Florence.
En Toscane, sa manière vivante plut à Andrea Scacciati et fut apprécié des derniers Médicis. Il devint peintre de cour au service du grand-duc.
Voyageant pour ses affaires à Venise, il entre dans une querelle avec un gondolier, à l'issue de laquelle il est gravement blessé d'un coup de couteau. Il survit cependant jusqu'à son retour à Florence, où il meurt vers 1732.

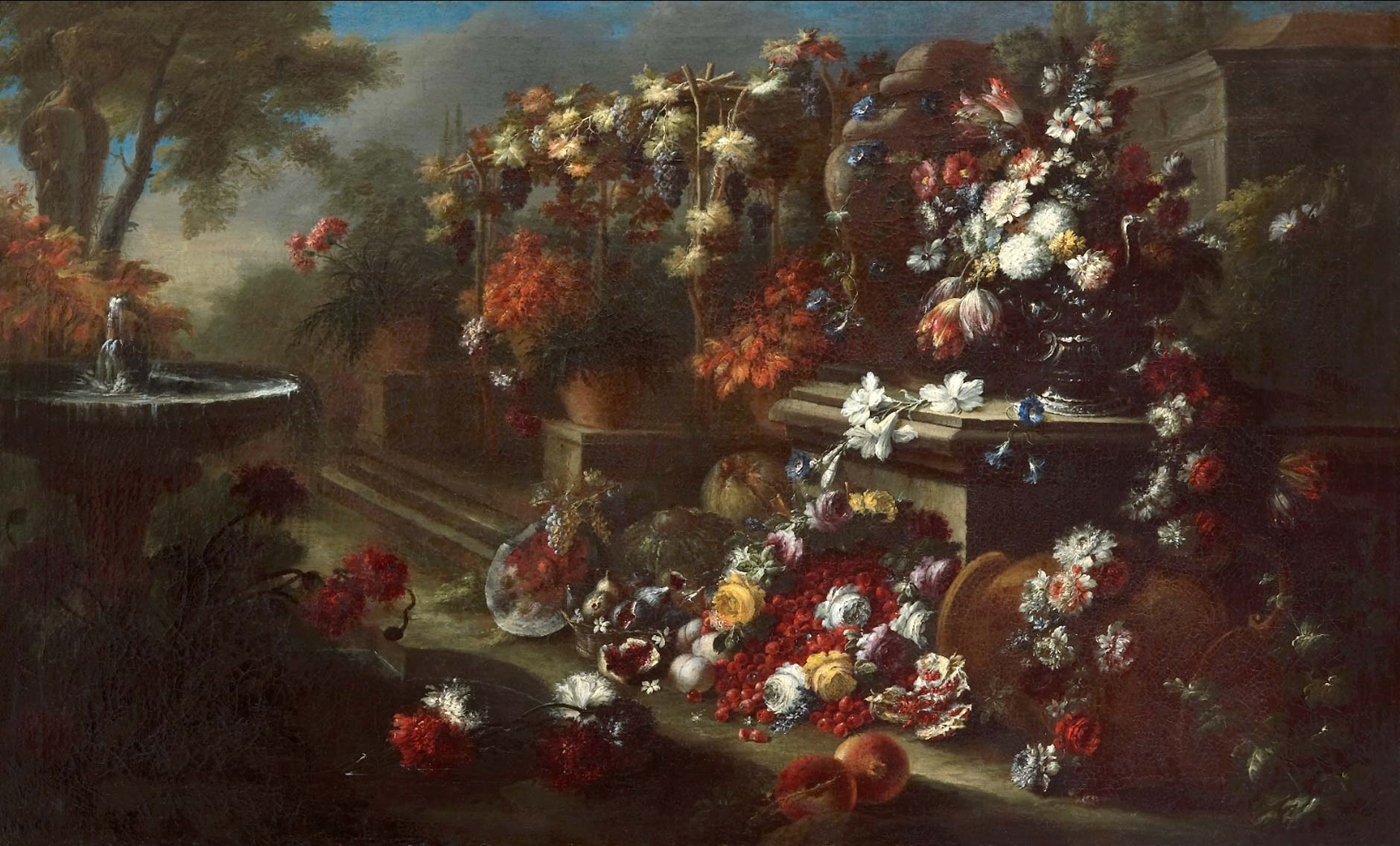
Fleurs fruits et une fontaine Concha Barros Gallery, Madrid

## Œuvre
Sa première œuvre datée et signée remonte à 1712, d'autres lui ont été attribuées. Les Tulipes et quelques Guirlandes avec vertus, peintes pour l'électrice palatine, Anne-Marie-Louise de Médicis, attestent de son activité pour la cour, qui consista également en cartons pour la manufacture de tapisseries.
Liste de quelques œuvres répertoriées
- Bouquet de fleurs  et Fleurs dans un vase, huiles sur toiles, 2 tableaux de 37 × 23 cm, Vente Christie's 26 November 2009[2]
- Tulipes, roses, muguet, avec fruits dans un bol en porcelaine, avec une aiguière d'argent, un dindon, une fontaine, une maison au loin et Tulipes, roses et autres fleurs dans un urne, avec des fruits dans un bol en porcelaine, et un paon sur un mur dans un jardin classique, vente Christie's Londres 7 December 2007[3].
- Tulipes, huile sur toile, 37 × 23 cm, palais Pitti, Florence, dépôts[4]
- Deux tableaux couplés de natures mores de fleurs, signé en bas à gauche Lopes, huile sur cuivre, 24 × 34 cm, vente Dorotheum 15.10.2013[5]
- Nature morte d'extérieur avec des fleurs et une fontaine et nature morte d'extérieur avec fleurs dans un vase sur un mur, un chapeau de paille et des fruits au sol, paire d'huiles sur toile, de chacune 147 × 147 cm, vente Sotheby's Londres, 4 juillet 2013[6].